# Суд над бывшими лидерами НКР
Судебный процесс над рядом бывших представителей военно-политического руководства непризнанной Нагорно-Карабахской Республики (НКР), а также над некоторыми военнослужащими и гражданскими лицами НКР, начался 17 января 2025 года в Бакинском военном суде. Слушания проходят по делам 16 человек, включая бывших президентов НКР Аркадия Гукасяна, Бако Саакяна и Араика Арутюняна, арестованных после того, как в сентябре 2023 года Азербайджан восстановил контроль над всей территорией Нагорного Карабаха. Подсудимым предъявлены обвинения по более чем 20 статьям Уголовного кодекса Азербайджана, в том числе о «ведении агрессивной войны», «истреблении населения» и «насильственном захвате власти» в Нагорном Карабахе. В отдельное производство выделено дело бывшего госминистра НКР Рубена Варданяна, которого обвиняют в финансировании терроризма, создании незаконных вооруженных формирований и незаконном пересечении границы Азербайджана. Заседания суда проходят в полузакрытом режиме, а информацию из зала суда распространяет только государственное агентство АЗЕРТАДЖ. Международным наблюдателям и иностранным СМИ отказано в доступе к заседаниям.
С критикой суда выступили европейские институты и правозащитные группы: они предупреждают о вероятных нарушениях прав человека и о том, что подсудимые в заключении могут подвергнуться пыткам. Сам же судебный процесс был назван политически мотивированным

## Предыстория

Азербайджан, Армения, бывшая Нагорно-Карабахская автономная область (коричневым) и прилегающие к ней территории семи районов Азербайджана, контролируемые после Первой карабахской войны и до осени 2020 года непризнанной НКР (жёлтым)

Конфликт вокруг Нагорного Карабаха — международно признанной территории Азербайджана, большинство населения которой составляли армяне, — имеет давние корни. Этническое насилие, проявившееся в регионе в конце 1980-х годов, привело к самопровозглашению Нагорно-Карабахской Республики (НКР), а после распада СССР переросло в полномасштабную войну, завершившуюся в 1994 году подписанием соглашения о прекращении огня. С тех пор регион полностью находился под контролем НКР, которую поддерживала Армения.
Осенью 2020 года в регионе вспыхнула новая война, известная как Вторая карабахская война, закончившаяся заявлением о прекращении огня и установлением Азербайджана контроля над частью Нагорного Карабаха и семи прилегающих к ней районов. В Нагорном Карабахе и Лачинском коридоре, связывающем Нагорный Карабах с Арменией, был развёрнут российский миротворческий контингент. Во время войны, в числе прочего, по жилым районам Гянджи армянскими силами наносились ракетные и артиллерийские удары. 4 октября президент НКР Араик Арутюнян заявил, что город был обстрелян по его распоряжению в ответ на обстрелы Степанакерта. Обстрелы Степанакерта азербайджанской стороной также подтверждаются российскими и международными наблюдателями (см. Бомбардировки Степанакерта). В этот же день генпрокуратура Азербайджана возбудила в отношении Арутюняна уголовное дело по 15 статьям Уголовного кодекса Азербайджана (планирование, подготовка, начало или ведение агрессивной войны, умышленное убийство, терроризм и создание преступного сообщества).
Осенью 2022 года в Нагорный Карабах переехал бизнесмен Рубен Варданян, отказавшийся от российского гражданства и назначенный государственным министром НКР.
19 сентября 2023 года после длившейся с декабря прошлого года блокады Нагорного Карабаха Азербайджан начал в регионе боевые действия, спустя сутки которых было заключено соглашение о прекращении огня на условиях Баку, ставшее по сути актом капитуляции НКР. Армянские силы в Нагорном Карабахе начали сдавать оружие и военную технику, большая часть армянского населения стала уезжать в Армению, а глава НКР Самвел Шахраманян подписал указ о прекращении существования Нагорно-Карабахской Республики с 1 января 2024 года.
Ряд международных организаций и экспертов оценивают блокаду и исход армян НКР как этническую чистку со стороны Азербайджана.

## Аресты подозреваемых

### Аресты бывших лидеров НКР
После того, как власти Азербайджана разрешили желающим уехать из Нагорного Карабаха в Армению, покинуть регион, начали происходить единичные случаи задержания лидеров военно-политического руководства НКР.. Так, 27 сентября 2023 года на пограничном пункте «Лачин» при движении из Нагорного Карабаха в направлении Армении Госпогранслужба Азербайджана задержала бывшего госминистра НКР Рубена Варданяна, который вскоре был доставлен в Баку. На следующий день Служба государственной безопасности Азербайджана сообщила, что Варданян обвиняется по трём статьям Уголовного кодекса Азербайджана, включая финансирование терроризма, создание незаконных вооружённых формирований, а также незаконное пересечение границы. Сабаильский суд в Баку избрал в отношении Варданяна меру пресечения в виде лишения свободы на четыре месяца.
28 сентября бывший министр иностранных дел НКР, советник президента НКР Самвела Шахраманяна Давид Бабаян сдался азербайджанским властям. По словам Бабаяна, он был включён в чёрный список Азербайджана и азербайджанская сторона потребовала его прибытия в Баку для соответствующего расследования. Бабаян заявил, что его неявка или побег нанесут серьёзнейший вред армянскому народу, в связи с этим он решил направиться из Степанакерта в контролируемый Азербайджаном город Шушу.

Арестованный Араик Арутюнян в сопровождении сотрудников СГБ Азербайджана

29 сентября Служба госбезопасности Азербайджана задержала бывшего заместителя командующего армией НКР Давида Манукяна, обвинив его в «террористических преступлениях», а также в «незаконном хранении огнестрельного оружия и боекомплекта к нему», «приобретении, хранении и транспортировки частей, боеприпасов, взрывчатых веществ и оборудования», «создании вооружённых формирований и групп, не предусмотренных законом» и «незаконном пересечении границы Азербайджанской Республики». В этот же день на КПП «Лачин» при попытке въехать из Нагорного Карабаха в армянский город Горис сотрудники силовых структур Азербайджана задержали бывшего министра обороны НКР Левона Мнацаканяна.
2 октября были арестованы бывшие президенты непризнанной республики Аркадий Гукасян и Бако Саакян, занимавшие этот пост в 1997—2007 и 2007—2020 годах соответственно, а также спикер парламента НКР Давид Ишханян. Им были предъявлены обвинения в терроризме, незаконном приобретении, передаче, сбыте, хранении, перевозке или ношении оружия и создании не предусмотренных законодательством вооружённых формирований. На следующий день было объявлено о задержании Араика Арутюняна, являвшегося президентом НКР в 2020—2023 годах. Вдобавок к вышеперечисленным статьям, он обвиняется в планировании, подготовке, развязывании и ведении войны, нарушении норм международного гуманитарного права, отдаче преступных приказов во время вооружённого конфликта, умышленном убийстве и др. 5 октября Сабаильский районный суд постановил арестовать Гукасяна, Саакяна и Ишханяна на четыре месяца.

### Аресты гражданских и военных
20 сентября 2023 года на территории села Дагдаган Ходжалинского района были задержаны Меликсет Пашаян, Гарик Мартиросян Гурген Степанян и Давит Аллахвердиян. В этот же день на территории села Гозлукерпю Агдеринского района был задержан Мадат Бабаян, а недалеко от территории города Шуша — Левон Балаян.
26 сентября 2023 года на территории Кяльбаджарского района был арестован Василий Бегларян, а на следующий день на территории села Гасанриз Агдеринского района — Эрик Газарян.

## Список обвиняемых
Судебный процесс проходит над следующими лицами:
| Фото | Имя               | Примечания                                                                                              |
| ---- | ----------------- | --- |
|      | Араик Арутюнян    | президент НКР в 2020—2023 годах                                                                         |
|      | Рубен Варданян    | государственный министр НКР в 2022—2023 годах                                                           |
|      | Аркадий Гукасян   | министр иностранных дел НКР в 1993—1997 гг. и президент НКР в 1997—2007 годах                           |
|      | Бако Саакян       | президент НКР в 2007—2020 годах                                                                         |
|      | Давид Ишханян     | председатель Национального собрания НКР и временно исполняющий обязанности президента НКР в 2023 году   |
|      | Давид Манукян     | первый заместитель командующего Армией обороны НКР в 2019—2022 годах                                    |
|      | Давид Бабаян      | министр иностранных дел НКР в 2021—2023 годах                                                           |
|      | Левон Мнацаканян  | министр обороны НКР в 2015—2018 годах                                                                   |
|      | Василий Бегларян  | |
|      | Эрик Газарян      | |
|      | Давит Аллахвердян | |
|      | Гурген Степанян   | проходил срочную военную службу в Гадруте в 2005-2007 годах, а в 2023 году был переведен на боевой пост |
|      | Левон Балаян      | бывший военнослужащий Армии обороны НКР, участник Второй карабахской войны                              |
|      | Мадат Бабаян      | участник Первой карабахской войны                                                                       |
|      | Гарик Мартиросян  | участник Первой и Второй карабахской войн                                                               |
|      | Меликсет Пашаян   | участник Первой и Второй карабахской войн                                                               |

## Международный красный крест и связь с внешним миром
Связь задержанных с внешнем миром происходила по средствам посредничества организации «Международного красного креста» (МКК), которая была единственным каналом связи. Имея особый мандат как независимой и нейтральной организации, «Красный крест» играл решающую роль в установлении контакта между заключенными и их семьями. Так в марте 2025 через организацию было передано сообщение Рубена Варданян, которое вызвало широкое сочувствие его тяжелому положению. Как предполагает Расмус Кенбэк, это сообщение вкупе с ранее переданными, по-видимому, разозлило правительство Азербайджана, которое было раздражено нейтральностью организации, и впоследствии отозвало аккредитацию МККК в стране. Также из страны были выдворены несколько организации действующих под эгидой ООН. В тоже время Азербайджан пожелал поручить своему собственному обществу «Красного Полумесяца» выполнять некоторые задачи МККК, и это притом при всем что в головной организации «Красного Креста» была инициирована внутренняя проверка после того, как расследование OCCRP связало «Красный Полумесяц Азербайджана» с режимом Алиева. Таким образом, как отмечает Канбэк, Азербайджан желает предоставлять политическим заключенным связь по своим собственным каналам, что согласно нему будет рассматриваться как уловка, чтобы обмануть международное сообщество. Источник в «Международном красном кресте» предположил, что у азербайджанского «Красного Полумесяца», скорее всего нет мандата, на выполнение функций «красного креста» в поддержании связи между заключенными и их семьями. Пресс-служба МККК также заявила, что у нее нет информации, будут ли созданы какие-либо альтернативные каналы связи с семьями задержанных.

## Судьи и адвокаты
Заседания проводятся под председательством судьи Зейнала Агаева, в составе судей Джамала Рамазанова и Анара Рзаева (резервный судья Гюнель Самедова).
Интересы Араика Арутюняна защищает адвокат Алов Сафаралиев. Адвокат Рубена Варданяна, американский юрист Джаред Генсер заявил «Радио Азадлыг», что его не пускают в Азербайджан. Его интересны защищает нанятый в Баку его семьей адвокат Авраам Берман.

## До судебного процесса
До начала судебных процессов над лидерами НКР английский конфликтолог Лоуренс Броерс утверждал: «можно ожидать, что процессы над ними станут медийным спектаклем, который будет утверждать точку зрения Азербайджана на карабахский конфликт».
Бывший российский бизнесмен Рубен Варданян — один из 16 человек, которые находятся под судом, однако как отмечает Расмус Кэнбек в Азербайджане его выделяют как самого известного среди них и судят отдельно. Несмотря на то что Варданян находился в Нагорном Карабахе всего год, обвинений против него выдвинуто больше, чем против других, и упоминания о нем в азербайджанских СМИ встречаются намного чаще. Кэнбек отмечает, что гуманитарные инициативы Варданяна, его широкое уважение среди армян, статус в армянской общине, и мировое признание, в купе с его предполагаемыми связями с Москвой, сделали Варданяна идеальным козлом отпущения для Азербайджана
Шведский антрополог, специалист по карабахскому конфликту Расмус Канбэк, акцентируя внимание на то, как в Азербайджане поступают с инакомыслящими, заявляет Есть основания полагать, что судебный процесс над политическим руководством Нагорного Карабаха будет проходить с такими же нарушениями со стороны судей, как и в отношении других политзаключенных, и даже хуже. Он подчеркивает что все происходящее имеет политический контекст
Еще до начала процесса над лидерами Нагорного Карабаха, их законным представителям было отказано во въезде в Азербайджан. Вместо этого их представляют назначенные Азербайджаном адвокаты, которые не могут считаться независимыми от государства. Другими словами, обвиняемые предстают перед судом без адвокатов, которые действительно представляли бы их интересы.
За день до начала суда, в телефонном разговоре с семьей, Рубен Варданян предупредил что не подписывал никаких документов, фигурирующих в его уголовном деле, и обвинил азербайджанское следствие в их фальсификации. По словам Варданяна, следователи оказывали давление, требуя задним числом подписать протоколы допросов, которые не проводились. В связи с чем Варданян официально заявил:
Официально заявляю: я не давал никаких показаний с первого дня моего ареста, за исключением первого допроса, когда я назвал лишь свое имя и фамилию. Еще раз подчеркну: все протоколы с моей подписью — это фальсификация. Этих документов в реальности не существует
В Генпрокуратуре Азербайджана, в свою очередь, заявили, что права обвиняемых «гарантированы в соответствии с требованиями азербайджанского законодательства и международных конвенций».

## Ход судебного процесса

### Январь
Открытый судебный процесс начался 17 января. На подготовительном заседании, проведенном в расположенном в Бакинском судебном комплексе Бакинском военном суде под председательством судьи Зейнала Агаева, в составе судей Джамала Рамазанова и Анара Рзаева (резервный судья Гюнель Самедова), обвиняемые были обеспечены переводчиками на армянский язык, а также адвокатами для защиты. В качестве государственных обвинителей в суде участвовали 6 сотрудников прокуратуры, а в качестве потерпевшего от имени Азербайджанской Республики — руководитель аппарата Кабинета министров Руфат Мамедов. На суде было также отмечено, что по уголовному делу проходят более 531 тысячи потерпевших и их представителей.
После перерыва с заявлением выступил Араик Арутюнян. В своей речи он сообщил, что в связи с ракетным обстрелом Гянджи во время 44-дневной войны имело место его заявление, о чём он сожалеет:
Азербайджанский народ считает, что этот приказ исходил от меня. Я не давал такого приказа. Да, я выступил с заявлением в связи с произошедшим. Сегодня я сожалею об этом и приношу извинения. У меня не было такого права, таких полномочий, я не имел возможности даже высказаться. В своем показании в ходе следствия я объяснил, почему в свое время выступил с этим заявлением.
Затем судебный процесс был перенесён на 21 января. На заседании 21 января из признанных потерпевшими более 531 тысяч лиц на процессе участвовали 350 человек. После перерыва для конфиденциальной встречи адвокаты большинства обвиняемых лиц попросили заменить меры пресечения в виде ареста в отношении своих подзащитных на домашний арест. Представители трёх потерпевших (Арзу Джавадов, Шахин Гусейнов и Джаваншир Мамедов) попросили суд не удовлетворять поданные ходатайства, объяснив это тем тем, что в следственных изоляторах имеется достаточное снабжение медикаментами и оказывается своевременная медицинская помощь, что необходимо учесть, что подсудимые обвиняются в тяжких и особо тяжких преступлениях, а также, что обвиняемые были задержаны при выезде из страны и есть риск того, что они скроются от суда.
Судья Зейнал Агаев предоставил каждому из подсудимых возможность высказать свое мнение в связи с ходатайствами. Подсудимый Араик Арутюнян отметил, что ни он ни его адвокат не подавали ходатайства о домашнем аресте, и жалоб на состояние здоровья у него нет, тогда как Аркадий Гукасян, Бако Саакян, Меликсет Пашаян и Давид Аллахвердиян попросили удовлетворить их ходатайства и поместить их под домашний арест. Другие же обвиняемые оставили на усмотрение суда вопрос об удовлетворении ходатайства.
На судебном заседании 27 января ходатайства защиты ряда обвиняемых об изменении им меры пресечения на домашний арест были отклонены. Защитник Рубена Варданяна, в свою очередь, вновь, как и на прошлом заседании, просил дать дополнительное время (30 дней) для изучения уголовного дела, однако прокурор напомнил, что на прошлом заседании было удовлетворено ходатайство о дополнительных 10 днях, которых достаточно, чтобы полностью изучить уголовное дело. В итоге, суд в удовлетворении просьбы Варданяна отказал.

### Февраль
На заседании 6 февраля с заявлением выступил Араик Арутюнян. Он назвал ложными распространяемые в армянских медиа утверждения об оказании психологического давления на обвиняемых и использовании в отношении их психотропных препаратов. Он также заявил, что в изоляторе соблюдаются все законы, их периодически навещает Международный комитет Красного Креста и им предоставляется возможность говорить с членами семьи по телефону. Затем с обращением выступил Давид Бабаян, заявив, что доволен условиями содержания и что никакого давления на него и других обвиняемых не оказывалось.
Затем к участникам суда со вступительной речью обратился защищающий государственное обвинение прокурор, подчеркнув историческое значение нынешнего судебного процесса. По его словам, содержащиеся в уголовном деле доказательства «опираются на исторические факты и свидетельствуют о том, что совершенные преступления не являлись отдельными случайными происшествиями, они были спланированы на самом высоком уровне и совершены с жестокостью и беспощадностью». После этого прокуроры по очереди стали оглашать резолютивную часть обвинительного акта и объявили роль обвиняемых «в создании и деятельности данной преступной организации».

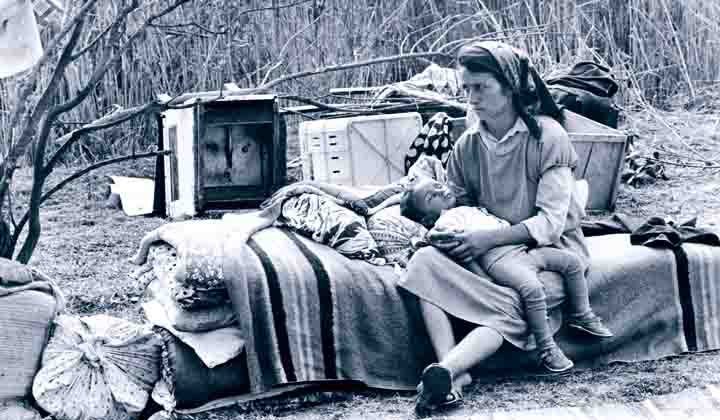
Азербайджанские вынужденные переселенцы в годы Первой карабахской войны

На следующий день на заседании государственные обвинители Тарана Мамедова и Фуад Мусаев, а также старший помощник генерального прокурора Вусал Алиев объявили количество оккупированных в результате Первой карабахской войны населённых пунктов, число вынужденных переселенцев и размеры ущерба нанесённого каждому оккупированному району, а также ряду населенных пунктов, как в Нагорном Карабахе, так и в прилегающих районах, а также селу Кярки и семи сёлам Газахского района. Затем государственный обвинитель Вусал Абдуллаев заявил, что против азербайджанского народа в ходе агрессивной войны был совершён геноцид, а также имело место полное или частичное истребление населения без признаков геноцида. Также в обвинительном акте было указано количество памятников истории и культуры, которым был нанесён материальный ущерб и озвучены размеры этого ущерба. Отдельно были озвучены детали совершённой в феврале 1992 года Ходжалинской резни.

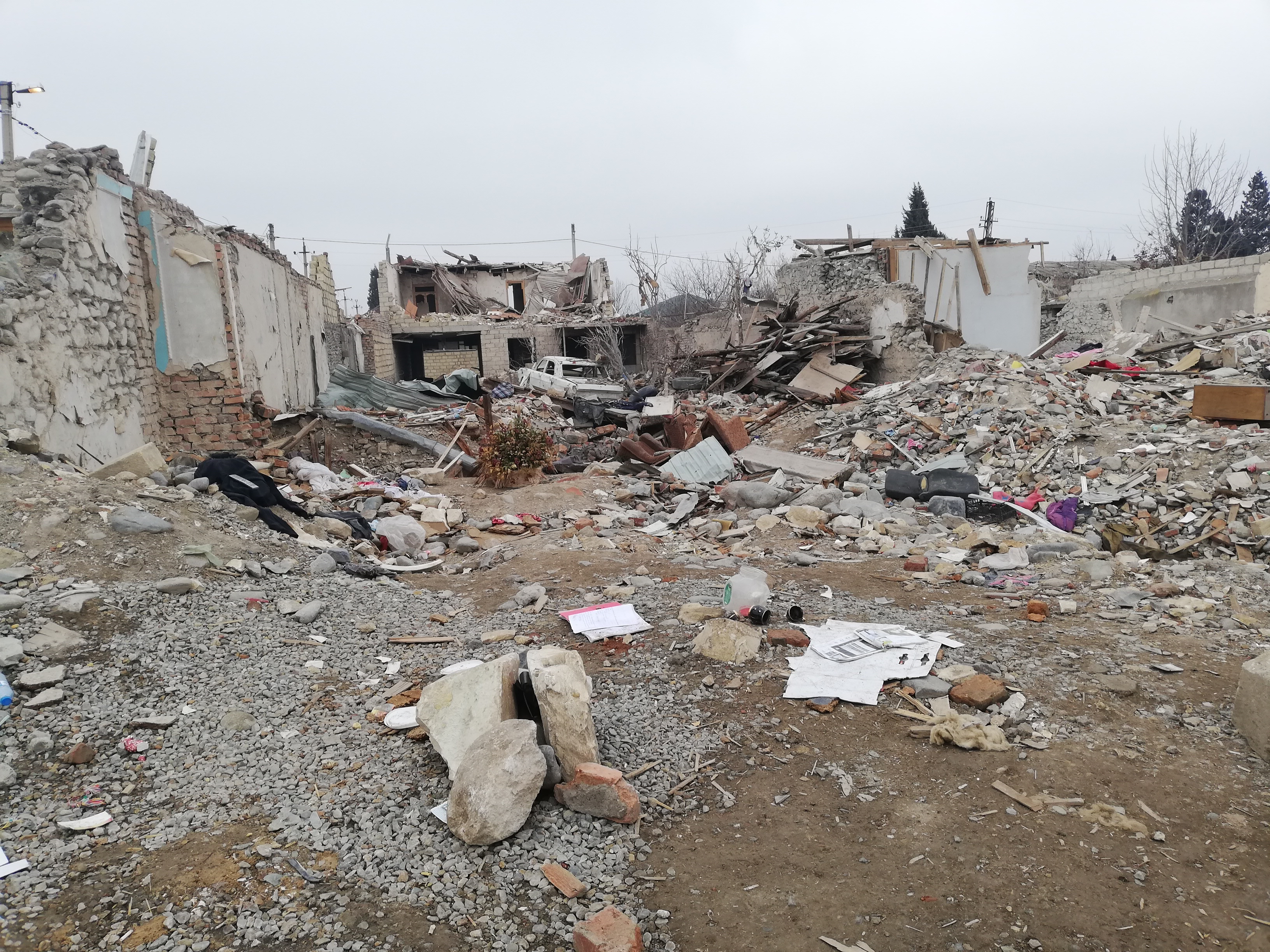
Руины жилого дома в Гяндже, разрушенного в результате ракетного обстрела со стороны армянских сил во время Второй карабахской войны

На заседании 11 февраля помощник генерального прокурора по особым поручениям Тугай Рагимли приступил к объявлению части обвинения «относительно фактов уничтожения населения в ходе агрессивной войны». В своей речи он говорил об убийствах и пытках населения ряда сел некоторых районов. Затем старший помощник генерального прокурора Вусал Алиев назвал число убитых в течение 1998—2023 годов в результате, как он заявил, «преступлений терроризма». После этого государственные обвинители Фуад Мусаев, Вусал Абдуллаев и Тарана Мамедова объявили конкретные эпизоды, как они заявили, «по преступлениям терроризма», среди которых упомянули обстрелянный в 1991 году автомобиль марки «УАЗ-469», в котором погибла журналистка Салатын Аскерова, сбитый вертолёт Ми-8 близ села Каракенд, в котором погиб ряд высокопоставленных лиц Азербайджана и др. Затем государственный обвинитель Тарана Мамедова на основании обвинительного акта приступила к оглашению действий, совершенных во время апрельских боев 2016 года, Товузских боев 2020 года и Второй карабахской войны, назвав их также «преступлениями терроризма». Среди прочего она упомянула бомбардировки Гянджи, ракетные удары по Барде, попытки взорвать участок нефтепровода Баку — Тбилиси — Джейхан и пр.
На заседании суда по делу Рубена Варданяна 13 февраля начальник отдела Управления по поддержке обвинения Генеральной прокуратуры Насир Байрамов огласил обвинения, предъявленные Варданяну, согласно которому последний «в личном составленном плане предложил начать операцию „Немезис-2“ для совершения террористических актов против представителей дипломатического корпуса Азербайджана и граждан, выполняющих служебные обязанности за рубежом». Ваданян был также обвинён в незаконном пересечении границы Азербайджана в сентябре 2022 года вне контрольно-пропускных пунктов с территории Армении в направлении Лачинского района, в сборе денег через благотворительные акции и использовании их «для обеспечения материальных нужд и снабжения военным снаряжением незаконных вооруженных формирований», незаконном ввозе в страну оружия и техник, а также в заключении соглашения с создателем организации VoMa Владимиром Вартановым и предоставлении ему денег «для подготовки инструкторов его группировки с целью совершения террористических актов против граждан Азербайджана».
На очередном заседании 14 февраля государственный обвинитель Вусал Абдуллаев на основании обвинительного акта отметил эпизоды по уголовным фактам, совершенным на территории Азербайджана после подписания трехстороннего заявления от 10 ноября 2020 года, рассказал о совершенной в сентябре 2023 года военной операции Азербайджана, а также детали ареста обвиняемых. Затем государственный обвинитель Фуад Мусаев рассказал о насильственных похищениях, взятиях в плен, заложниках и пытках в Карабахе против азербайджанских гражданских лиц и военнослужащих в период с 1988 по 2023 год. После этого государственный обвинитель Тарана Мамедова обвинила армянскую сторону в использовании наемников в ходе войны, упомянув организацию VoМа и граждан Франции, Ливана, Сирии, России армянского происхождения. После этого начальник управления по защите государственного обвинения Генеральной прокуратуры Насир Байрамов объявил факты минирования территорий Азербайджана во время войны, а помощник генерального прокурора по особым поручениям Тугай Рагимли, в свою очередь, перечислил факты расселения гражданских лиц армянского происхождения из Армении, Сирии, Ливана и других стран на подконтрольных в своё время НКР территориях Азербайджана и ущербе экономике Азербайджана в результате «незаконной эксплуатации ресурсов» страны. Затем старший помощник генерального прокурора Вусал Алиев огласил сумму ущерба экологии Азербайджана в период с конца 1980-х годов по 20 сентября 2023 года.

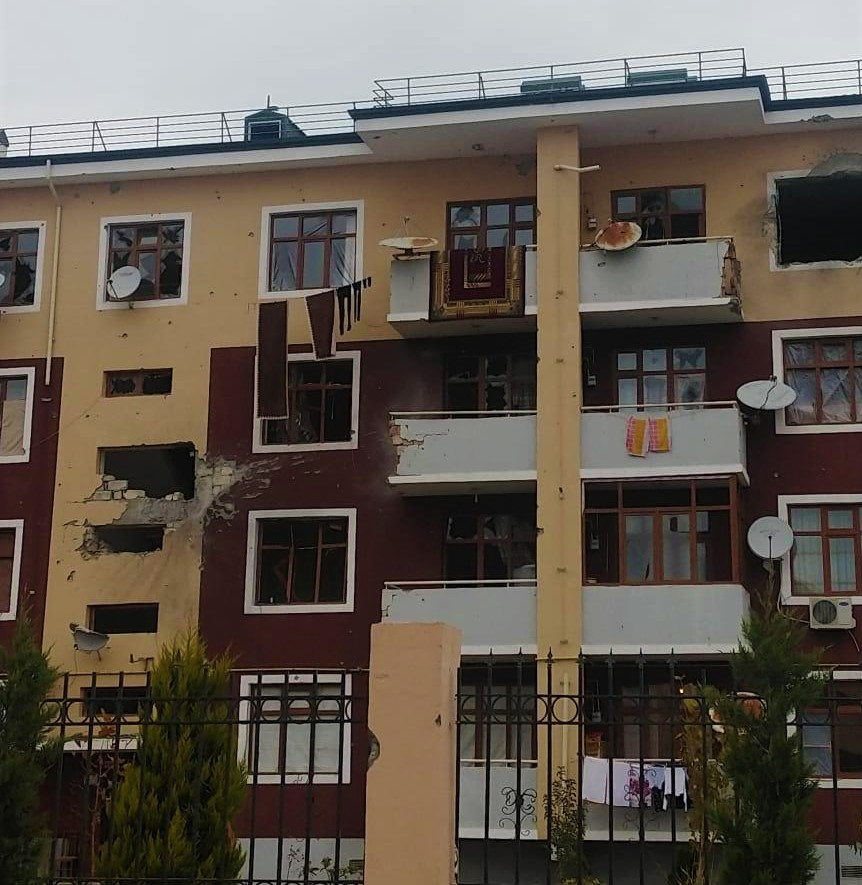
Пятиэтажный дом в посёлке Шыхарх западнее Тертера с повреждениями. Ноябрь 2020

На судебном заседании 17 февраля на основании обвинительного акта были объявлены последствия боевых столкновений в сентябре 2022 года для Азербайджана, а также было заявлено, что посредством Рубена Варданяна и других Армения вооружила НКР и незаконные вооруженные формирования. В заключение старший помощник генерального прокурора Вюсал Алиев объявил статьи Уголовного кодекса, по которым Варданяну выдвинуты обвинения. Затем председательствующий на судебном заседании судья Зейнал Агаев разъяснил обвиняемому суть каждого выдвинутого против него обвинения, правовую квалификацию вменяемых ему деяний и наказание, предусмотренное уголовным законодательством за данные деяния, а также права, которыми обладает обвиняемый, после чего спросил, считает ли он себя виновным. Варданян в знак протеста против выдвинутых против него обвинений отказался отвечать на заданные вопросы.
На судебном заседании 18 февраля были объявлены эпизоды обвинительного акта по фактам отдельных преступлений. Государственные обвинители Фуад Мусаев и Вюсал Абдуллаев объявили число убитых в 1988—2024 годах гражданских и военных, а государственный обвинитель Тарана Мамедова перечислила ряд действий, совершённых с 1988 по 2020 год и рассматриваемых азербайджанской стороной как преступления, включая обстрел боевого поста, в результате которого погиб генерал Полад Гашимов, и бомбардировки Тертерского района во время Второй карабахской войны. В конце председательствовавший на заседании судья Зейнал Агаев разъяснил суть каждого обвинения, выдвинутого против обвиняемых Араика Арутюняна и Аркадия Гукасяна, правовую квалификацию вменяемых им деяний и задал вопросы о том, признают ли они себя виновными. Арутюнян и Гукасян обратились в суд и заявили, что хотят провести конфиденциальную встречу со своими защитниками, после чего ответят на вопросы. На заседании 20 февраля ни один из обвиняемых не признал себя виновным по объявленным им обвинениям. Обвиняемый Араик Арутюнян заявил, что ему известно, какие процессы произошли в Карабахе в последние 34 года и он сожалеет. По его словам, «конфликт произошел по подстрекательству советских спецслужб» и поэтому они считают себя жертвами.
18 февраля Рубен Варданян объявил голодовку в знак протеста против нарушений в его деле. Варданян назвал процесс «политическим шоу», отметив, что его судят в военном трибунале, а не в гражданском суде. Он также заявил, что не имел полного доступа к материалам дела — 422 тома на азербайджанском языке он должен был изучить всего за 21 рабочий день, при этом часть материалов засекречена как государственная тайна. По его словам, его адвокату ограничили доступ к делу, оказывают психологическое давление, запрещают вызывать свидетелей защиты и подавать жалобы на нарушения в ходе процесса.
На заседании 25 февраля прокуроры, защищающие государственное обвинение, спрашивали Варданяна о его отношении к событиям времён Певрой карабахской войны, о его отношениях с рядом обвиняемых, о «Фонде гуманитарной инициативы Аврора», а также задавали вопросы о связях с Робертом Кочаряном, Сержем Саргсяном, Самвелом Бабаяном, Виталием Баласаняном, Зорием Балаяном и другими, о порядке назначения Варданяна на должность государственного министра НКР, о том, кто гарантирует назначения на данную должность, личности людей, проводивших консультации в связи с этим, о том на какие ранее территории Азербайджанской Республики, контролировавшиеся НКР, он совершал поездки, а также о деятельности «Агентства территориального развития Мы и наши горы» и «Движение Безопасность Арцаха и Фронт развития». Затем было показано и изучено с участием переводчика интервью, содержащееся в материалах уголовного дела Варданяна. Рубен Варданян не ответил ни на один из заданных ему вопросов и отказался от дачи показаний. Также во время заседания Варданян почувствовал себя плохо из-за проведения акции голодовки и судья объявил перерыв для врачебного обследования обвиняемого.

### Март
На судебном заседании 3 марта свободные показания дали Лева Мнацаканян, Араик Арутюнян, Эрик Газарян и Василий Бегларян. Мнацаканян говорил о событиях Второй карабахской войны, об апрельских боях 2016 года, а также об июльских боях 2020 года. В числе прочего он заявил, что НКР оружием обеспечивала Армения. Показания Арутюняна касались событий, предшествовавших Второй карабахской войне и самой войне. По его словам, решения о нанесении ударов вглубь территории Азербайджана принимались в Армении и руководил ими начальник штаба армии Армении Оник Гаспарян. Он также заявил, что не имел никаких полномочий, связанных с армией НКР, а её командующий подчинялся начальнику генштаба Армении.
На следующий день прошло заседание по делу Варданяна. На нём старший помощник государственного прокурора Вюсал Алиев, помощник генерального прокурора по особым поручениям Тугай Рагимли, начальник отдела Управления по защите государственного обвинения Генеральной прокуратуры Насир Байрамов, государственные обвинители Фуад Мусаев, Вюсал Абдуллаев и Тарана Мамедова задавали обвиняемому вопросы, связанные с организациями, соучредителем которых являлся Варданян, о посещении Карабаха активистом Мирзой Деннаи, о переговорах относительно приобретения БПЛА и о планах по строительству завода по их производству, об отношениях с основателем VoMa Вартановым Владимиром и их переписке, об участии Вартанова в Первой Карабахской войне, Апрельских боях 2016 года и Второй Карабахской войне, о военных учениях в Карабахе в годы существования НКР, об отношениях с учредителем и председателем движения «Комитет 27» Владимиром Погосяном, о «национальном центре сил спецопераций», о закупке ЗРК, а также сборе средств на строительство предприятия для производства этих установок, о его переездах из Армении в Карабах и обратно, о создании военных лагерей с целью проведения на территории Карабаха военных учений и сборе средств от учрежденной им организации «Мы — наши горы», о сборе денежных средств, осуществляемых под эгидой этой организации и других акциях помощи, о целях ввоза из Армении в Карабах различных видов оружия, боеприпасов, взрывчатых веществ и военной техники, о предполагаемой операции «Немезис-2» и его отношении к ней. Варданян отказался от дачи показаний и отвечать на все заданные вопросы.

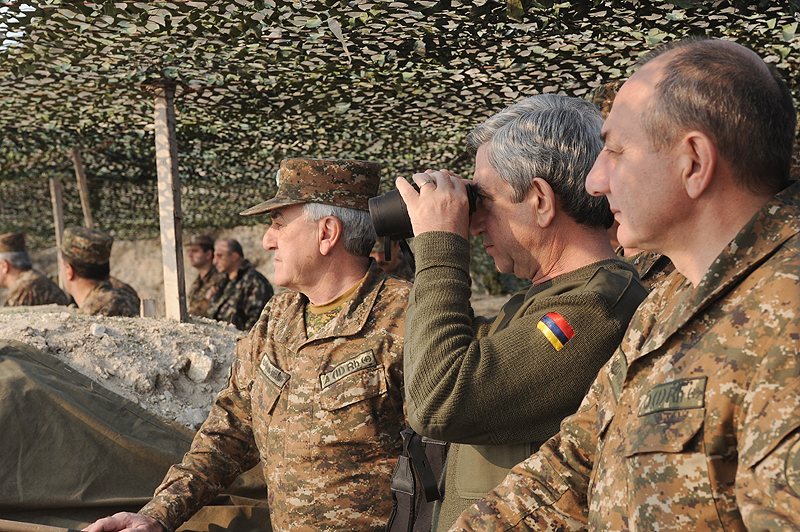
Президенты Армении Серж Саркисян (в середине) и НКР Бако Саакян (справа) в одном из боевых позиций в Карабахе в 2010 году

На заседании 6 марта свободные показания дали обвиняемые Давит Манукян, Гурген Степанян, Давит Аллахвердиян, Меликсет Пашаян, Гарик Мартиросян, Левон Балаян, Мадат Бабаян, рассказавшие как о себе и периоде их службы в Карабахе, так и о событиях времен Первой и Второй карабахских войн и сентября 2023 года. Дальше о своей деятельности на посту президента НКР рассказал Бако Саакян. После этого началась стадия изучения документов, таких как решение Областного Совета Народных Депутатов НКАО от 20 февраля 1988 года «Об Обращении к Верховным Советам Азербайджанской и Армянской ССР о передаче Нагорно-Карабахской Автономной Области из состава Азербайджанской ССР в Армянскую ССР», постановление Верховного Совета Армянской ССР от 15 июня 1988 года «О выводе НКАО из состава Азербайджанской ССР и передаче его Армянской ССР и обращении об этом в Верховный Совет СССР», постановление Президиума Верховного Совета СССР от 18 июля 1988 года «О противоречии Конституции постановления Верховного Совета Армянской ССР от 15 июня 1988 года и ходатайства Совета областных народных депутатов Совета НКАО от 20 февраля 1988 года о передаче НКАО в состав Армянской ССР», «декларация о провозглашении Нагорно-Карабахской Республики» от 2 сентября 1991 года и др. Затем были выслушаны показания Аркадия Гукасяна о деятельности организации «Крунк».
На судебном заседании 11 марта по делу Варданяна государственный обвинитель Тарана Мамедова задала обвиняемому вопросы о минировании подконтрольных НКР территорий, о процессе переброски туда оружия, о порядке формирования предназначенных для этого финансовых средств, об отношении руководства и высокопоставленных лиц Армении к данному процессу, а также о добровольцах и наёмниках. Варданян отказался отвечать на вопросы. После этого были выслушаны показания свидетелей из числа проживающих в Карабахе армян и потерпевших, один из которых подорвался на мине, доставленной, как было заявлено, из Армении, а другие получили ранения во время военной службы в Кельбаджарском районе.
13 марта на судебном заседании обвиняемые Давит Манукян, Лева Мнацаканян, Меликсет Пашаян и Мадат Бабаян ответили на вопросы обвиняемых и представителей потерпевших, рассказав о событиях времен Первой карабахской войны. Аркадий Гукасян, в свою очередь, рассказал о процессе заселения Карабаха и о вывозимой из региона продукции, о процессе въезда в подконтрольную НКР территорию, а также о связи должности министра обороны и главнокомандующего армией НКР с военно-политическим руководством Армении в период с 1997 по 2007 год. В этот же день стало известно, что Рубен Варданян прервал голодовку. На судебном заседании 14 марта были выслушаны показания Бако Саакяна и Араика Арутюняна, отвечавших на вопросы касаемо бюджета НКР, её банковской системы, вооруженных сил и их связах с Арменией, производимой в Карабахе продукции, об обстрелах Гянджи 2020 года, о президентских выборах в НКР и пр.
На судебном заседании 17 марта показания дал Левон Мнацаканян, рассказавший о периоде своей службы в Карабахе и нахождении на должности министра обороны НКР, которого на эту должность, по его словам, назначил тогдашний президент Армении Серж Саргсян, о военнослужащих-призывниках из Армении, служивших в Карабахе, об апрельских боях 2016 года и Второй карабахской войне и пр. Затем были изучены документы, связанные с Мнацаканяном, которые, по словам государственного обвинителя, подтвердили показания Левона Мнацаканяна в суде. На судебном заседании 18 марта по делу Варданяна были выслушаны ответы потерпевших, несших военную службу на территориях Кельбаджарского и Ходжалинского районов и получивших телесные повреждения, после чего были объявлены заключения судебно-медицинской экспертизы от 11 марта, проведенной в отношении потерпевших.

### Апрель
На судебном заседании 1 апреля по делу Варданяна были выслушаны показания ряда военнослужащих Азербайджана в качестве потерпевших, которые, по их словам, во время своей военной службы в Кельбаджарском и Агдамском районах  пострадали от снайперского огня и минометных обстрелов. На судебных заседаниях 3 и 4 апреля были выслушаны показания Давида Ишханяна и Давида Манукяна соответственно, рассказавших о своих участиях в Первой и Второй карабахских войнах и о своих службах в Карабахе.

### Май
На судебном заседании 1 мая были продемонстрированы видеоматериалы, свидетельствующие об участии Давида Ишханяна в Первой карабахской войне, интервью Араика Арутюняна, были выслушаны показания Ишханяна и Арутюняна, расмсотраны документы, касающиеся событий в селе Гарадаглы и сбития вертолета в Каракенде 20 ноября 1991 года, выслушаны показания потерпевших из села Гарадаглы. На следующий день были выслушены показания жителей села Гарадаглы, а также Давида Ишханяна, Левона Мнацаканяна и Аркадия Гукасяна касаемо событий Первой карабахской войны и взятии села Гарадаглы армянскими силами.
На судебном заседании 5 мая были показаны видематриалы, свидетельствующие о занятии армянскими силами Ходжавендского и Лачинского районов, выслушаны показания потерпевших, а также показания Ишханяна. На судебном заседании 6 мая по делу Варданяна были выслушаны показания ряда потерпевших. на заседании 8 мая были показаны видематриалы, свидетельствующие о занятии армянскими силами Кельбаджарского района, были выслушаны показания некоторых потерпевших из Кельбаджарского района.

## Реакция правозащитных организаций
Мари Стразерс, директор Amnesty International по Восточной Европе и Центральной Азии, заявила, что процесс над Рубеном Варданяном в Азербайджане не соответствует стандартам справедливого суда. Стразерс призвала власти Азербайджана расследовать обвинения Варданяна в жестоком обращении в заключении, принуждении к подписанию фальсифицированных документов и нарушении его права на защиту. Также Стразерс призвала дать Варданяну полный доступ к его адвокатам и достаточное время и возможность для подготовки защиты.
В опубликованном в середине марта докладе Рабочей группы ООН по произвольным задержаниям отмечается, что задержание Рубена Варданяна основано на серьезных обвинениях, связанных с его участием в актах насилия, включая те, которые связаны со смертью людей и масштабным уничтожением имущества, и нет никакой информации, свидетельствующей о том, что именно этническая принадлежность Варданяна привела к его задержанию, а не эти серьезные обвинения.
3 марта 2025 года Верховный комиссар ООН по правам человека Фолькер Тюрк призвал к немедленному освобождению всех произвольно задержанных в Азербайджане, включая этнических армян
Британский королевский адвокат Джеффри Найс, совместно с главой Объединенного комитета Палаты лордов и Палаты общин по правам человека лордом Дэвидом Элтоном, и директором благотворительного и правозащитного центра «Humanitarian Aid Relief Trust» Сэмом Мэйсоном, выразили глубокую обеспокоенность о судьбе удерживаемых армян. В открытом письме правительству Великобритании они заявляют что этнические армяне были задержаны правительством Азербайджана в нарушение Женевских конвенций и Конвенции о борьбе с захватом заложников. В письме задержанные называются заложниками, содержание которых под стражей подрывает усилия по достижению мира. Подписанты просят рассказать министра по делам Европы Стивена Доути о том, что делает британское правительство для того чтобы Азербайджан соблюдал свои обязательства в области международного права. В своем обращении правозащитники отмечают, в свете того что правительство Азербайджана приказало закрыть представительство Международного комитета Красного Креста в стране, организация должна остаться в Азербайджане и продолжить и дальше выполнять роль нейтрального и беспристрастного гуманитарного субъекта. В конце письма озвучено требование, согласно которому Армянские заложники должны быть освобождены и репатриированы без промедления
Как отмечает Расмус Кенбэк, несмотря на заявления Баку о законности суда, есть все основания считать процесс политически мотивированным. Согласно ему судебные процессы служат двойной цели: сплочению азербайджанской общественности против предполагаемого внешнего врага и оказанию давления на Армению. Одновременно с этим задержанных армян он называет заложниками и политическими заключенными. 

## Резолюции ПАСЕ и Европарламента
27 января 2025 года ПАСЕ приняла резолюцию 2580, в которой в числе прочего отметила, что продолжает следить за ситуацией с задержанными представителями Нагорного Карабаха и всеми армянскими военнопленными, содержащимися в настоящее время в Азербайджане, и призывает Азербайджан освободить этих людей.
13 марта 2025 года Европейский парламент принял резолюцию «Незаконное задержание армянских пленных, включая высокопоставленных политических представителей Нагорного Карабаха», которую поддержали 523 парламентария при трех голосах «против» и 84 воздержавшихся. В принятой парламентом резолюции говориться, что В Азербайджане содержатся под стражей 23 армянских заложника, включая бывших должностных лиц де-факто Нагорного Карабаха, а также военнопленных времен войны 2020 года и последовавшей за ней этнической чистки. В отношении них организованы фиктивные суды, они сталкиваются с серьезными обвинениями, которые могут привести к незаконным приговорам вплоть до пожизненного заключения
Принятый депутатами документ призывает:
- Расследовать информацию о пытках и жестоком обращении с армянскими пленными;
- Совет ЕС — ввести целевые санкции в отношении азербайджанских чиновников, ответственных за нарушения прав человека, включая судей Зейнала Агаева, Джамала Рамазанова и Анара Рзаева;
- Международный уголовный суд — расследовать насильственные депортации, преследования и этнические чистки в отношении армянского населения Нагорного Карабаха.

В ответ Комитет Милли Меджлиса Азербайджанской Республики по международным отношениям и межпарламентским связям направил в Европарламент письмо протеста, в котором, в числе прочего подчеркнул, что «перед судом предстали не военнопленные, а преступники, нарушившие законодательство Азербайджана», указав также, что сама резолюция направлена «не на достижение мира или справедливости, а на разжигание вражды и продвижение односторонней политической повестки».